# ضفدع الشجر السافيغني
ضفدع الشجر (الاسم العلمي: Hyla savignyi) ، وهو نوع متوطن في الشرق الأوسط .